# Guy Chambers
Guy Antony Chambers (nascut el 12 de gener de 1963 a Londres) és un compositor i productor musical anglès, conegut per la seva llarga relació artística amb Robbie Williams.

## Treball amb Robbie Williams
Chambers va col·laborar, tant com a compositor com a productor, en els cinc primers àlbums de Robbie Williams, aconseguint tots ells el número 1 al Regne Unit i obtenint unes vendes globals de més de 40 milions de còpies. Chambers va coescriure la majoria de les cançons més conegudes de Williams, incloent Rock DJ, Feel, Millenium, Let Me Entertain You i Angels.

## Altres col·laboracions
Quan l'enregistrament del cinquè àlbum de Williams, "Escapology", va estar acabada a mitjan 2002, Chambers i Williams es van separar. Després ha treballat amb artistes com INXS, als quals va produir i va compondre temes per al seu disc "Switch" de 2005.
Chambers també va escriure dos temes de la banda londinenca de pop rock Busted, juntament amb Steve Power i el baixista de Busted Matt Willis, Fake i Better Than This, del seu segon àlbum anomenat "A Present For Everyone".
El 2022, Chambers va col·laborar amb el músic austríac Trickster a escriure i produir una cançó nadalenca plena de paraulotes, reflectint les tensions i l'estrès d'aquell any, que es va tornar viral.

## Premis
- 3 Premis Ivor Novello
- 3 Premis Brit
- Premis Q Classic Songwriter
- Premis MMF Best Produced Record